# 九支镇
九支镇，是中华人民共和国四川省泸州市合江县下辖的一个乡镇级行政单位。2019年12月，撤销五通镇，将其所属行政区域划归九支镇管辖。

## 行政区划
九支镇下辖以下地区：
安居坝社区、华剪坝社区、锁口社区、安居村、文化村、徐家祠村、夹子口村、月台村、柏香湾村、盘龙山村、文昌宫村、赵岩村、羊蹄村、双桂村和七丁村。